# Bolsover (dystrykt)
Bolsover – dystrykt w hrabstwie Derbyshire w Anglii.

## Miasta
- Bolsover
- Shirebrook

## Inne miejscowości
Astwith, Ault Hucknall, Barlborough, Belph, Bentinck, Blackwell, Bramley Vale, Broadmeadows, Carr Vale, Clowne, Creswell Model Village, Creswell, Doe Lea, Elmton, Glapwell, Harlesthorpe, Hilcote, Hodthorpe, Langwith, New Houghton, Newton, Old Bolsover, Over Woodhouse, Pinxton, Pleasley, Scarcliffe, Shuttlewood, South Normanton, Stainsby, Stanfree, Stony Houghton, Tibshelf, Westhouses, Whaley, Whaley Thorns, Whitwell Common, Whitwell.